# Frangipane
Frangipane/Frangipani, italiensk adelsätt, vars glansperiod inföll under medeltiden och renässansen. 
Frangipane utkämpade i Rom långa maktstrider med sina främsta rivaler, familjerna Colonna och Orsini. De tre familjerna uppförde försvarstorn och borgar från vilka man bekrigade varandra, i synnerhet under större delen av 1300-talet, då det i Rom rådde politisk oreda eftersom påvestolen var förlagd till den sydfranska staden Avignon.